# Nimiet
Het mineraal nimiet is een fylosilicaat met molecuulformule (Ni,Mg,Al)6(Si,Al)4O10(OH)8. Het is het nikkelhoudende mineraal in de chlorietgroep, onderdeel van de mica's. De naam is een acronym van het metallurgische instituut in Zuid-Afrika, het National Institute for Metallurgy. Nimiet is geelgroen, heeft een parelglans en een witte streepkleur. Het heeft een monoklien kristalstelsel en de splijting is duidelijk volgens kristalvlak [001]. De massadichtheid is 3,21 kg/l, de hardheid is 3 en nimiet is niet radioactief. Zoals andere chlorietmineralen komt nimiet vooral in licht metamorfe gesteenten voor. Het is een typisch mineraal op de contactvlakken in gebieden waar kwartsieten zeer mafische gesteenten zoals serpentiniet doorsnijden.